# 拉克耶
拉克耶（法語：Laqueuille，法語發音：[lakœj]）是法国多姆山省的一个市镇，位于该省西部，属于克莱蒙费朗区。

## 地理
拉克耶（45°39'0"N, 2°43'57"E）面积22.07 平方千米，位于法国奥弗涅-罗讷-阿尔卑斯大区多姆山省，该省份为法国中南部省份，北起阿列省接壤，东临卢瓦尔省，南至上盧瓦爾省和康塔爾省，西接科雷兹省和克勒兹省。
与拉克耶接壤的市镇（或旧市镇、城区）包括：布里丰、米拉勒凯尔、佩尔珀扎、圣于连皮拉韦兹、奥弗涅地区圣索夫。

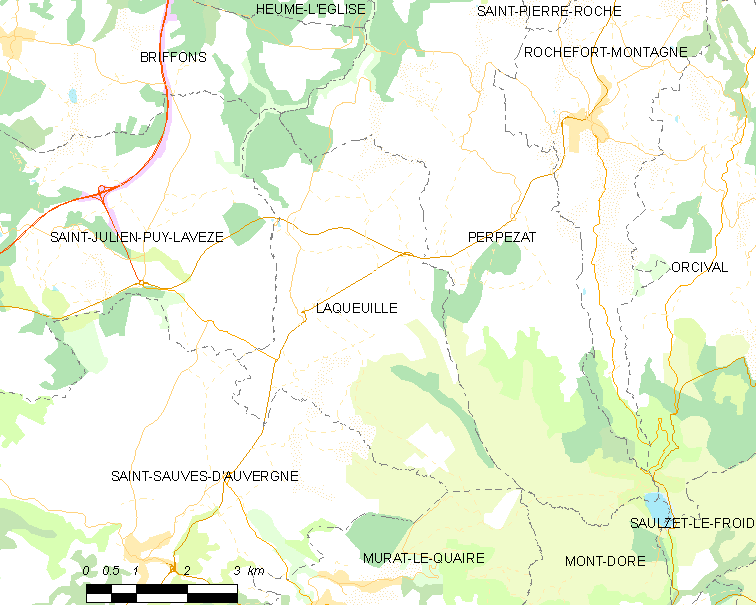
拉克耶的OSM定位图

拉克耶的时区为UTC+01:00、UTC+02:00（夏令时）。

## 行政
拉克耶的邮政编码为63820，INSEE市镇编码为63189。

## 政治
拉克耶所属的省级选区为奥尔西讷县。

## 人口

1962-2008年间拉克耶人口变化图示

拉克耶于2022年1月1日时的人口数量为351人。